# Gorgon City
Gorgon City es un dúo inglés de música electrónica compuesto por los productores de North London, Kye "Foamo" Gibbon y Mates "RackNRuin" Robson-Scott. Su sencillo del 2013 "Real" llegó al número 44 en el UK Singles Chart. Son también conocidos por su sencillo de 2014 "Ready For Your Love", el cual alcanzó la cuarta posición. Están actualmente bajo el sello de Londres, Black Butter Records de Sony Music.

## Historia

### 2012–13:Real
La primera colaboración del dúo, The Crypt, presentando a Navigator, Rubi Dan, y Janai, fue lanzada el 27 de febrero de 2012. Un año más tarde, el 17 de febrero de 2013, repitieron con Yasmin para la pista principal del álbum Real. La canción alcanzó el número 44 en el UK Singles Chart y el número 7 en el UK Indie Chart.

### 2013–14:Sirens
El 12 de mayo de 2013,  lanzaron "Intentions", presentando a Clean Bandit. El 26 de enero de 2014, lanzaron "Ready For Your Love", presentando a MNEK. La canción es su mayor éxito hasta la fecha, ingresando al UK Singles Chart en la cuarta posición. El 23 de marzo de 2014,  lanzaron "There Is No Other Time", un sencillo en colaboración con el grupo de rock indie Klaxons. El 26 de mayo de 2014, lanzaron "Here For You", el segundo sencillo de su álbum debut de estudio. La canción ingresó al UK Single Chart en la séptima posición. Produjeron el sencillo de Jess Glynne  "Right Here", el cual se lanzó el 6 de julio de 2014. Realizaron un remix de la canción "Back 2 The Wild" por Basement Jaxx en agosto de 2014 para el álbum Junto. El tercer sencillo de su álbum de estudio debut, "Unmissable", fue presentado en el show 1Xtra de MistaJam el 21 de julio de 2014. La canción ingresó al UK Singles Chart en la posición número diecinueve. El álbum, Sirens fue presentado el 6 de octubre de 2014 y llegó al número 10 en el UK Albums Chart. Un álbum de recopilación junto a Pete Tong, titulado All Gone Pete Tong and Gorgon City Miami 2015, fue lanzado el 22 de marzo de 2015. El álbum presentó dos canciones exclusivas de Gorgon City: "Sky High" y "The Terminal".

### 2015–presente:Escape
A principios de 2015, poco después de haber lanzado el último sencillo de su álbum de estudio debut, llamado Sirens, el cual fue "Go All Night", presentando vocales de Jennifer Hudson, lanzaron el sencillo "Saving My Life", con la voz del músico ROMANS. 
Un año más tarde, en abril de 2016, lanzaron el audio oficial del sencillo principal "All Four Walls", presentando vocales de la banda británica Vaults. Posteriormente, el dúo confirmó que su segundo álbum de estudio sería llamado Escape. Después lanzaron "Impaired Vision", presentando a Tink y Mikky Ekko. Entre la presentación de los sencillos, se lanzaron los promocionales "Blue Parrot", "Doubts" y "Smoke". "Zoom Zoom" fue lanzado presentando vocales de Wyclef Jean.
El 10 de agosto de 2018 lanzaron Escape, su segundo álbum de estudio. El álbum cuenta con colaboraciones de Duke Dumont, Naations, Kamille, Ghosted, D Double E. y Vaults.

## Discografía

### Álbumes de estudio
| Título  | Detalles del álbum                                                                                      | Máxima posición en la tabla | Máxima posición en la tabla |
| Título  | Detalles del álbum                                                                                      | UK                          | BEL (Fl)                    |
| ------- | --- | --------------------------- | --------------------------- |
| Sirens  | - Publicado: 6 de octubre de 2014 - Formato: Descarga, LP, CD - Sello: Virgin EMI, Black Butter Records | 10                          | 112                         |
| Escape  | - Publicado: 10 de agosto de 2018 - Formato: Descarga, LP, CD - Sello: Virgin EMI                       | 45                          | —                           |
| Olympia | - Publicado: 25 de julio de 2021 - Formato: Descarga, LP, CD - Sello: Virgin EMI                        | —                           | —                           |

### Versiones extendidas
| Título               | Detalles de álbum                                                                      |
| -------------------- | -------------------------------------------------------------------------------------- |
| The Crypt            | - Lanzado: 27 de febrero de 2012 - Formato: Descarga - Sello: Black Butter Records     |
| Real                 | - Lanzado: 17 de febrero de 2013 - Formato: Descarga, CD - Sello: Black Butter Records |
| Money                | - Lanzado: 27 de mayo de 2016 - Formato: Descarga - Sello: Crosstown Rebels            |
| Grooves on the Vinyl | - Lanzado: 1 de diciembre de 2017 - Formato: Descarga - Sello: A REALM Records         |

### Sencillos
| "Real" (presentando a Yasmin)                                      | 2013 | 44  | 9  | 30  | —  | —  | —  | —  |                | Sirens  |
| "Intentions" (con Clean Bandit)                                    | 2013 | —   | —  | 138 | —  | —  | —  | —  |                |         |
| "Ready For Your Love" (con MNEK)                                   | 2014 | 4   | 2  | 52  | 58 | 41 | 98 | 7  | - BPI: Platino | Sirens  |
| "Here For You" (presentando a Laura Welsh)                         | 2014 | 7   | 2  | 62  | 48 | 86 | —  | 7  | - BPI: Plata   | Sirens  |
| "Unmissable" (presentando a Zak Abel)                              | 2014 | 19  | 5  | 71  | —  | —  | —  | 16 |                | Sirens  |
| "Go All Night" (presentando a Jennifer Hudson)                     | 2014 | 14  | 2  | 72  | —  | —  | —  | 13 | - BPI: Plata   | Sirens  |
| "Imagination" (presentando a Katy Menditta)                        | 2015 | 194 | 39 | 76  | —  | —  | —  | —  |                | Sirens  |
| "Saving My Life" (presentando a RØMANS)                            | 2015 | 92  | 22 | 97  | —  | —  | —  | —  |                |         |
| "All Four Walls" (presentando a Vaults)                            | 2016 | 85  | 21 | —   | —  | —  | —  | —  | - BPI: Plata   | Escape  |
| "Real Life" (con Duke Dumont que presenta Naations)                | 2017 | 31  | 9  | 67  | —  | 70 | —  | 31 | - BPI: Oro     | Escape  |
| "Go Deep" (con Kamille y Ghosted)                                  | 2018 | —   | —  | —   | —  | —  | —  | —  |                | Escape  |
| "Hear That" (presentando a D Double E)                             | 2018 | —   | —  | —   | —  | —  | —  | —  |                | Escape  |
| "One Last Song" (con JP Cooper y Yungen)                           | 2018 | —   | —  | —   | —  | —  | —  | —  |                | Escape  |
| "Lick Shot"                                                        | 2019 | —   | —  | —   | —  | —  | —  | —  |                |         |
| "Delicious"                                                        | 2019 | —   | —  | —   | —  | —  | —  | —  |                |         |
| "Go Slow" (con Kaskade y Roméo)                                    | 2019 | —   | —  | —   | —  | —  | —  | —  |                |         |
| "Elizabeth Street"                                                 | 2019 | —   | —  | —   | —  | —  | —  | —  |                |         |
| "There For You" (con MK)                                           | 2019 | —   | —  | —   | —  | —  | —  | —  |                |         |
| "Baggage" (con Gryffin y AlunaGeorge)                              | 2019 | —   | —  | —   | —  | —  | —  | —  |                | Gravity |
| "Nobody" (con Drama)                                               | 2020 | —   | —  | —   | —  | —  | —  | —  |                |         |
| "—" Denota un sencillo que no ingresó a la tabla o no fue lanzado. |      |     |    |     |    |    |    |    |                |         |

### Singles promocionales
| Title                                     | Year | Album  |
| ----------------------------------------- | ---- | ------ |
| "The Crypt" (con Navigator y Rubi Dan)    | 2012 |        |
| "Lover Like You" (presentando a Katy B)   | 2014 | Sirens |
| "Blue Parrot"                             | 2016 |        |
| "Impaired Vision" (con Tink y Mikky Ekko) | 2016 |        |
| "Doubts"                                  | 2016 |        |
| "Smoke"                                   | 2016 |        |
| "Zoom Zoom" (con Wyclef Jean)             | 2016 |        |
| "Smile" (con Elderbrook)                  | 2016 |        |
| "Primal Call"                             | 2017 |        |
| "Motorola"                                | 2018 |        |

### Créditos de producción
| Canción             | Año  | Artista     | Álbum                      |
| ------------------- | ---- | ----------- | -------------------------- |
| "Right Here"        | 2014 | Jess Glynne | I Cry When I Laugh         |
| "Blood On My Hands" | 2015 | Chris Brown | Royalty International - EP |

### Remixes
2016
- Zara Larsson — "I Would Like" (Gorgon City Remix)[23]

2018
- Weiss (UK) — "Feel My Needs" (Gorgon City Remix)[24]